# Karl Christian Ulmann

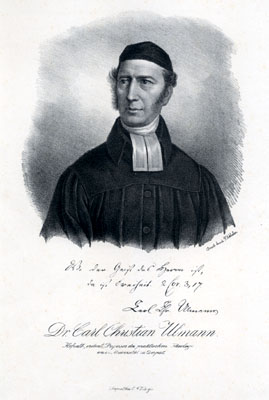
Karl Christian Ulmann (1793–1871)

Karl Christian Ulmann (lettisch: Kārlis Kristiāns Ulmanis; * 3. Februarjul. / 14. Februar 1793greg. in Riga; † 8. Oktoberjul. / 20. Oktober 1871greg. in Walk, Livland) war ein deutsch-baltischer Theologe.

## Leben
Während seines Studiums wurde Karl Christian Ulmann in Jena Renonce der Urburschenschaft. Nach einigen Jahren als Landpfarrer wirkte Ulmann ab 1835 als Professor für Praktische Theologie an der Kaiserlichen Universität Dorpat und hatte dort von 1839 bis 1841 das Rektorat inne. Den Anweisungen des Bildungsministers Sergei Semjonowitsch Uwarow zur Russifizierung stellte er sich mutig entgegen. Ende 1841 trat er aus Krankheitsgründen vom Rektorat zurück. Als ihm Anfang November 1842 eine Abordnung der Studentenschaft einen Pokal überreichte, wobei deutsche Lieder gesungen wurden und Ulmann eine Ansprache auf Deutsch hielt, wurde darüber in einer Weise berichtet, die ihn als Unterstützer revolutionärer Umtriebe erscheinen ließ. Als Reaktion auf die Ulmann-Affäre wurde Ulmann entlassen und aus Dorpat verbannt.
Ulmann ging nach Riga, wo er ab 1844 als Schulrat das Volksschulwesen leitete. 1856 wurde er von Zar Alexander II. als Vizepräsident des Sankt Petersburger Evangelisch-Lutherischen Generalkonsistoriums zum obersten Geistlichen der evangelisch-lutherischen Kirche im Russischen Reich berufen und mit dem Bischofstitel geehrt. Ulmann ging 1868 in den Ruhestand.

## Ehrungen
- Ehrendoktor der Theologischen Fakultät der Universität Dorpat
- Ehrenbürger Rigas
- Russischer Orden der Heiligen Anna, 1. Klasse

## Werke
- Sammlung geistlicher Lieder für Gemeindegenossen der evangelisch-lutherischen Kirchen, 1843.
- Das gegenwärtige Verhältniss der evangelischen Brüdergemeinde zur evangelisch-lutherischen Kirche in Liv- und Esthland, 1862.
- Lettisches wörterbuch, 1872.
- Deutsch-lettisches Wörterbuch, 1880.